# Peritassa campestris

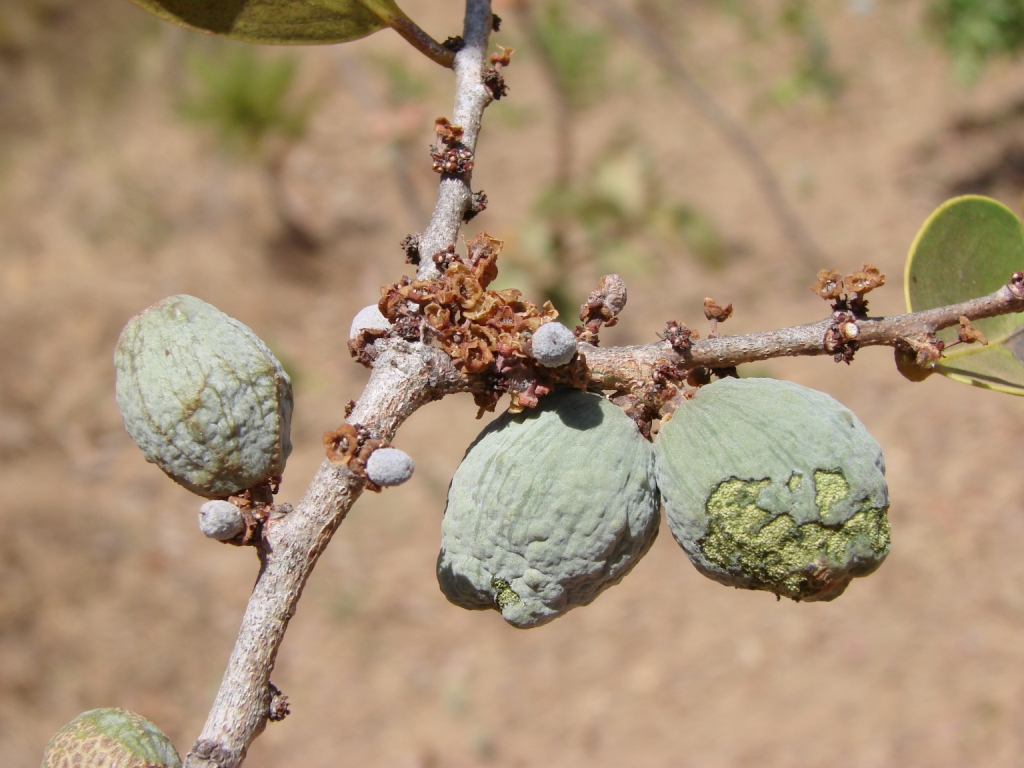
Unreife Früchte

Peritassa campestris ist eine Pflanzenart in der Familie der Spindelbaumgewächse aus Brasilien bis Paraguay.

## Beschreibung
Peritassa campestris wächst als kleiner, bis etwa 1,5 Meter hoher, kahler Strauch.
Die gegenständigen, einfachen und leicht ledrigen, dicklichen Laubblätter sind kurz gestielt. Die rundspitzigen bis spitzen, seltener abgerundeten oder stumpfen bis eingebuchteten, verkehrt-eiförmigen, -eilanzettlichen oder lanzettlichen Spreiten sind ganzrandig bis meist im vorderen Teil leicht bis schwach gesägt, gekerbt. Die Blätter sind bis zu 14 Zentimeter lang, bis 3,5 Zentimeter breit und der kurze Blattstiel ist bis 1 Zentimeter lang. Die Nebenblätter fehlen.
Es werden end- oder achselständige kürzere Rispen oder Thyrsen, oft an blattlosen Knoten gebildet. Die kleinen, gelben und fünfzähligen, gestielten Blüten sind zwittrig mit doppelter Blütenhülle. Es sind 3 kurze Staubblätter vorhanden. Der dreikammerige, leicht gelappte Fruchtknoten ist oberständig mit kurzem Griffel. Es ist ein becherförmiger Diskus ausgebildet.
Es werden orange und rundliche bis leicht birnenförmige, mehrsamige, bis etwa 4,5 Zentimeter große, dickschalige, leicht runzlige bis glatte Früchte, Beeren gebildet. Die bis zu 5 Samen sind von einem gelatinösen Arillus umhüllt.

## Verwendung
Die Früchte bzw. der Arillus sind essbar. Auch noch ein paar andere Peritassa-Arten liefern ähnliche Früchte.